# Canararctia rufescens
Canararctia rufescens là một loài bướm đêm thuộc phân họ Arctiinae, họ Erebidae. Nó là loài đặc hữu của La Gomera và Tenerife.
Sải cánh dài 48–66 mm. Con trưởng thành bay the whole year.
Ấu trùng ăn various plants, bao gồm Myrica faya, Rumex lunaria, Kleinia neriifolia, Ricinus communis, Nicotiana glauca và Sonchus congestus.

## Hình ảnh

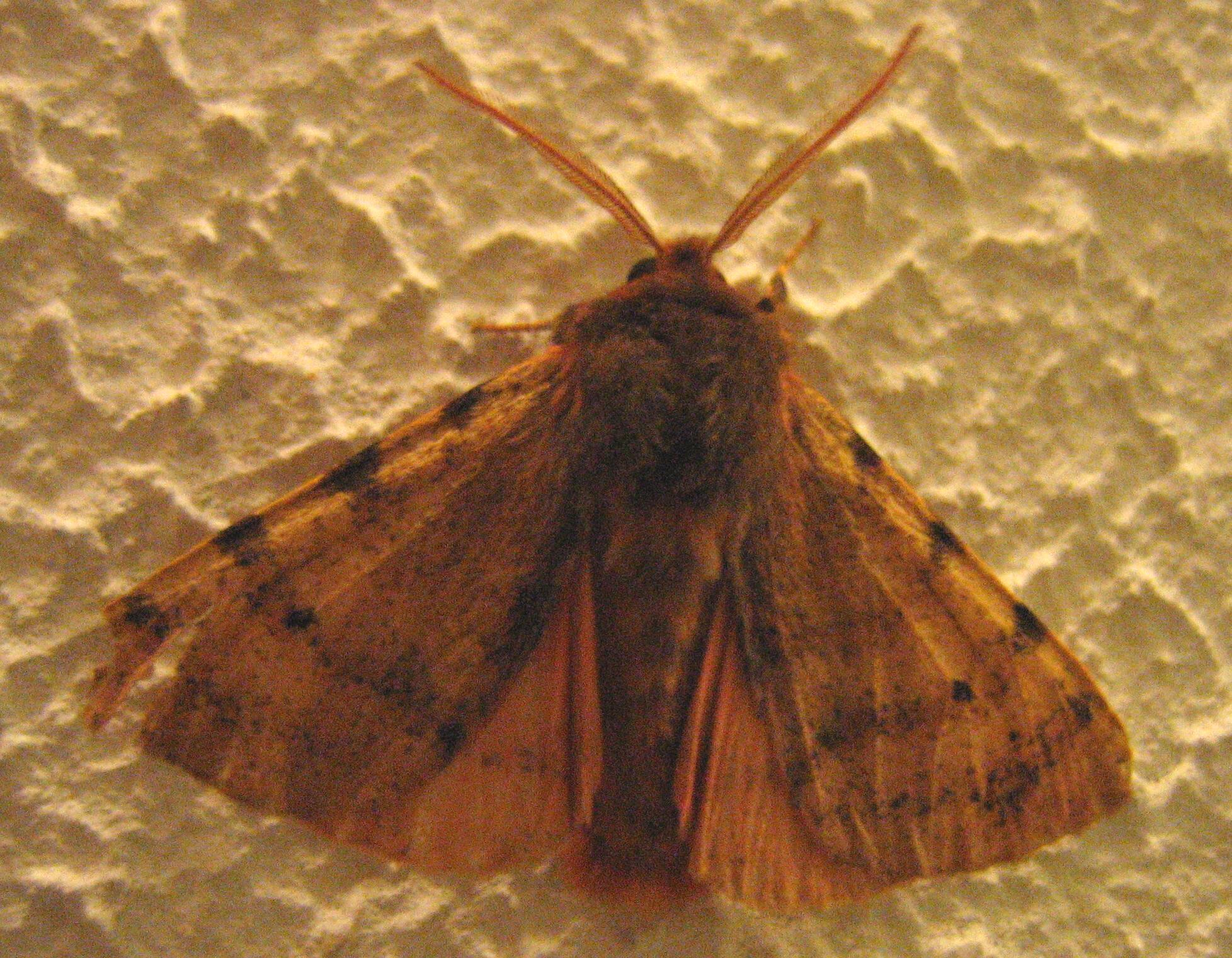